# Witkinornaatpitta
De witkinornaatpitta (Pitta  vigorsii) is een vogelsoort die lang is beschouwd als ondersoort van de elegante pitta (P. elegans). Volgens in 2020 gepubliceerd onderzoek is het een endemische soort van eilanden in de Bandazee tot aan het zuiden van Nieuw-Guinea. Deze vogel is genoemd naar de Ierse ornitholoog Nicholas Aylward Vigors.

## Kenmerken
De vogel is 19 cm lang en lijkt sterk op de elegante pitta. Ook deze pitta heeft een zwarte kop. Opvallend zijn de witte kin en keel. Verder is de vogel donkergroen met een turquois blauwe stuit en schoudervlek en van onder kaneelkleurig (donkerder dan de elegante pitta), met midden op de buik een gedeeltelijk zwarte en gedeeltelijk scharlakenrode vlek. De streep boven het oog is licht okerkleurig, geleidelijk bleker wordend naar achter. De ogen zijn donkerbruin, de snavel is zwart en de poten zijn licht vleeskleurig tot roodachtig bruin. Bovendien zijn er markante verschillen in de geluiden ten opzichte van die van de elegante pitta.

## Verspreiding en leefgebied
De ornaatpitta is endemisch op de eilanden in de Bandazee vanaf Banda, Watubela en op de Kei-eilanden en verder tot de Tanimbar-eilanden Babar, Sermata, Damar en op de Romang-eilanden.

## Status
De grootte van de populatie wordt geschat op 5000-10.000 volwassen vogels. Op de Rode lijst van de IUCN heeft deze soort de status niet bedreigd.